# Amelia Island
Wyspa Amelia (ang. Amelia Island) – najbardziej wysunięta na południe wyspa z wyspiarskiego łańcucha Sea Islands, który rozciąga się wzdłuż wschodniego wybrzeża Stanów Zjednoczonych, od Karoliny Południowej po Florydę. Jest wyspą barierową i ma 21 km długości oraz osiąga maksymalnie 6 km szerokości. Należy do hrabstwa Nassau we Florydzie i obejmuje miejscowości, takie jak: Fernandina Beach, Amelia City i American Beach. 
W 2024 r. wyspa Amelia została wybrana na nr 2 wśród „Najlepszych wysp w kontynentalnej części Stanów Zjednoczonych” przez czytelników magazynu Travel + Leisure, jednego z najpopularniejszych wydawnictw podróżniczych na świecie. Dzięki swoim plażom, polom golfowym, restauracjom, luksusowym butikom i galeriom sztuki – jest jednym z najbardziej ekskluzywnych miejsc turystycznych Pierwszego Wybrzeża Florydy. Do popularnych rozrywek należą wędkarstwo i żeglarstwo. 